# Gunnar Gunnarsson
Pour les articles homonymes, voir Gunnarsson et Gunnar Gunnarsson (homonymie).
 (janvier 2025).
Si vous disposez d'ouvrages ou d'articles de référence ou si vous connaissez des sites web de qualité traitant du thème abordé ici, merci de compléter l'article en donnant les références utiles à sa vérifiabilité et en les liant à la section « Notes et références ».
Gunnar Gunnarsson (né le 18 mai 1889 à Fljótsdalshreppur - mort le 21 novembre 1975 à Reykjavik) est un écrivain islandais.
Il a essentiellement écrit en danois.

## Vie privée
Gunnar Gunnarsson naît le 18 mai 1889 à Valþjófsstadur dans la vallée de Fljótsdalur, dans l'Est de l'Islande. Il est le fils de Gunnar Helgi Gunnarsson et Katrín Thórarinsdóttir. Sa mère meurt le 18 septembre 1897 alors qu'il est âgé de huit ans, sa disparition restera un traumatisme important pendant toute sa vie. En 1907, Gunnar Gunnarsson part au Danemark, où il étudie pendant deux ans à l'Université Populaire de Askov, dans la province du Jutland jusqu'en 1909. À la fin de ses études, il décide de rester au Danemark pour commencer sa carrière d'écrivain.
En 1911, juste après avoir publié le premier tome de la Saga de la Famille Borg, son premier grand succès, il rencontre sa future épouse lors d'un bal à Copenhague. Il s'agit de Franzisca Antonia Josephine Jörgensen : une jeune danoise originaire du Jutland née en 1891. Ils se marient le 20 août 1912. Ils ont ensemble deux enfants : Gunnar « Gut » né  le 28 mai 1914 et Úlfur « Trold » né le 12 novembre 1919.  Gut intègre à seize ans l'école de peinture de Carl Larsen et devient un artiste-peintre reconnu en Europe. Il a d'ailleurs illustré plusieurs œuvres de son père. Trold étudie la médecine en Allemagne et en Islande et passe la plus grande partie de sa carrière à l'hôpital d'Isafjördur. Gunnarsson a également un troisième fils, Grímur, né de sa liaison avec Ruth Lange dans les années 1920. Celui-ci est élevé par sa mère et devient un journaliste reconnu au Danemark.
En 1939, Gunnar et sa femme reviennent s'installer en Islande à Skriduklaustur, près du lieu de son enfance. En 1948, ils vendent la propriété à l'État islandais et viennent s'installer à Reykjavik, où ils resteront jusqu'à leur mort. 
Gunnar Gunnarsson meurt le 21 novembre 1975 à Reykjavik et est enterré dans l'ancien monastère de Videy. Moins d'un an plus tard, sa femme décède à son tour et est enterré à côté de son époux.

## Carrière
Pendant son enfance, son éducation scolaire se limite à quelques semaines de cours par an donnés à la maison par des enseignants itinérants et un hiver passé à l'école de Vopnafjördur. Cependant, Gunnar lit beaucoup de livres : les sagas islandaises mais aussi de la littérature scandinave et européenne, et commence très tôt à écrire. Ses premiers recueils de poèmes sont édités alors qu'il a seulement dix-sept ans.
En 1907, il part étudier la littérature à l'Université Populaire de Askov au Danemark, ce qui lui permet d'approfondir ses connaissances littéraires. Il décide alors d'écrire ses prochaines œuvres en danois, pour toucher un public plus large.
Entre 1909 et 1911, le succès n'est pas au rendez-vous pour Gunnar Gunnarsson qui publie plusieurs œuvres passées inaperçues. Puis sa carrière prend son envol avec la Saga de la Famille Borg, qu'il publie entre 1912 et 1914. Cette œuvre devient très populaire au Danemark et est même traduite dans plusieurs langues, faisant de Gunnar Gunnarsson un écrivain désormais reconnu.
À partir de ce moment, les succès s'enchaînent pour l'écrivain : on peut citer Bienheureux sont les simples, publié en 1919 et considéré comme une œuvre phare de la littérature scandinave ou encore L'Église de la Montagne, œuvre en partie autobiographique, dont les cinq volumes sont publiés entre 1923 et 1928. Il devient un écrivain très célèbre, particulièrement au Danemark et en Allemagne et ses œuvres sont traduites dans de nombreuses autres langues.
En 1939, il décide de revenir s'installer en Islande. À partir de ce moment, sa production littéraire devient moins importante.
Gunnar Gunnarsson a fait partie de la liste des écrivains proposés pour le prix Nobel en 1918, 1921 et 1955, mais ne l'a jamais obtenu.

## Œuvre
- (is) Vorljód, 1906
- (is) Módurminning, 1906
- (da) Digte, 1911
- (da) Borgslægtens historie I-II, 1912-14
- (da) Den danske frue på Hof, 1913
- (da) Gæst den enøjede, 1913
- (da) Den unge ørn, 1914
- (da) Livets strand, 1915
- (da) Varg i veum, 1916
- (da) Drengen, 1917
- (da) Små skuespil, 1917
- Edbrødre, Frères jurés, 1918 (Frères jurés, Fayard, 2000), trad. Régis Boyer
- (da) Små historier, 1918
- (da) Salige er de enfoldige, 1920
- (da) Ringen, 1921
- (da) Dyret med glorien, 1922
- (da) Små historier, 1922
- (da) Den glade gård, 1923
- Leg med strå, Le Jeu des brins de paille, 1924 (regroupé avec Skibe på himlen, Vaisseaux dans le ciel dans l'ouvrage Vaisseaux dans le ciel, Collection Scandinave, Stock, 1942), trad. Mme. Manceron
- Skibe på himlen, Vaisseaux dans le ciel, 1925 (regroupé avec Leg med strå, Le Jeu des brins de paille dans l'ouvrage Vaisseaux dans le ciel, Collection Scandinave, Stock, 1942), trad. M. Zimmermann
- Natten og drømmen, La Nuit et le Rêve, 1926 (La Nuit et le Rêve, Collection Scandinave, Stock, 1944), trad. Jean Lescoffier
- (da) Det nordiske rige, 1927
- (da) Den uerfarne rejsende, 1927
- (da) Hugleik den hårdtseljende, 1928
- Svartfugl, Oiseau Noir, 1929 (Oiseaux Noirs, La Sixaine, 1947, trad. J. Dorende puis L'Oiseau Noir, Arléa, 1992, révision trad. Gérard Lemarquis et María Gunnarsdóttir)

- (da) En dag tilovers, 1929
- (da) Island, 1929
- (da) Jón Arason, 1930
- (da) Rævepelsene, 1930
- (da) Verdens glæder, 1931
- (da) Vikivaki, 1932
- (da) Romaner I-IV, 1932-33
- (da) De blindes hus, 1933
- (da) Jord, 1933
- (da) Hvide-Krist, 1934
- (da) Sagaøen, 1935
- (da) Gråmand, 1936
- Advent, Le Berger de l'Avent, 1937 (Le Berger de l'Avent, Arléa, 1993, trad. Gérard Lemarquis et María Gunnarsdóttir puis Le Berger de l'Avent, Zulma, 2019, trad. Gérard Lemarquis et María Gunnarsdóttir)
- (da) Trylle, 1939
- (da) Brandur på Bjarg, 1942
- (da) Sjælemesse, 1953
- (da) Sonate ved havet, 1955
- (da) Kirken på bjerget, 1964